# Grêmio Gaúcho

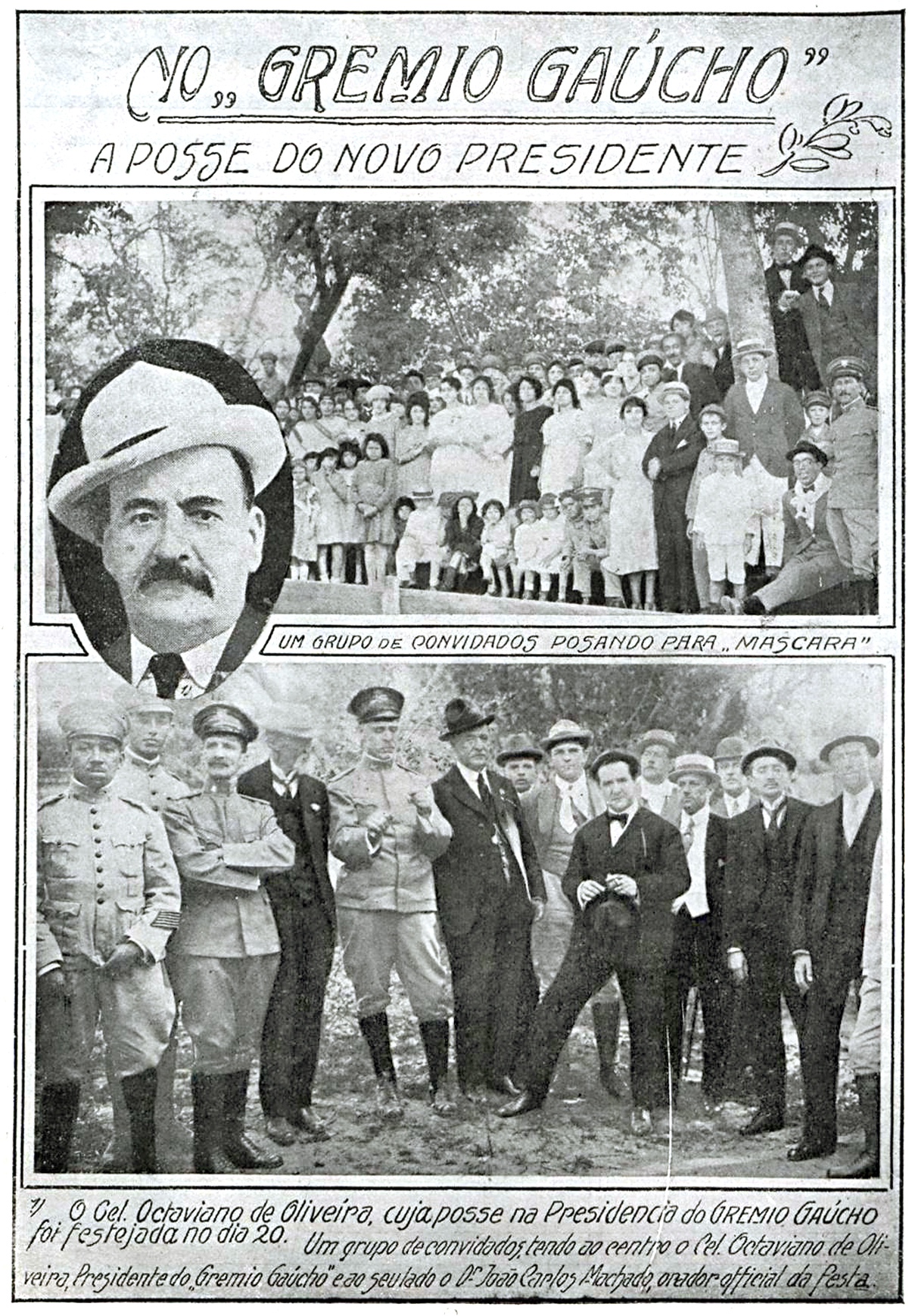
Instalação da nova diretoria do Grêmio Gaúcho, com retrato do presidente cel. Otaviano de Oliveira em destaque, 1919

Grêmio Gaúcho foi um clube de inspiração militarista localizado na cidade de Porto Alegre, capital do Rio Grande do Sul.

## História
Localizado no bairro Medianeira, tinha como objetivo principal exaltar antigas tradições gaudérias, bem como ser um instrumento de reação a uma crise social que os associados pressentiam no final do século XIX.
Foi fundado em 22 de maio de 1898 em uma discreta reunião campestre de domingo, em algum ponto da Estrada da Cavalhada, ao sul de Porto Alegre. No domingo seguinte, outra reunião estabeleceu os estatutos e elegeu a primeira diretoria.
Inicialmente presidido por João Cezimbra Jacques, com outros vinte sócios, foi o precursor do Movimento Tradicionalista Gaúcho. Assinaram seus estatutos: capitão João Cezimbra Jacques; Lúcio Cidade; Armando Salgado; José Obino; alferes Eulálio Franco Ribeiro; alferes Abrelino da Costa Godinho; alferes Hermes Borges de Andrade; alferes Timóteo do Amaral Oistrech; alferes Olímpio Antônio dos Santos Rosa; Emílio Castilhos; Lino Jacques; major Marcos Alves Pereira Salgado; Izolino Leal; Armando Assis; Domingos Macedo; Antônio M. Teixeira; Pedro Alexandrino de Borba; Estácio José Pacheco; Adolfo de Albuquerque Belo; Ildefonso Soares Pinto; Otaviano Manuel de Oliveira; Firmino Soares de Oliveira Neto.
Outros presidentes dos primeiros anos foram o major Tomás Joaquim Teixeira, oficial do exército leal a Júlio de Castilhos e o tenente-coronel Francelino Cordeiro, oficial da Brigada Militar.